# Castleween
Castleween est un jeu de plates-formes qui se déroule dans le monde des morts le soir de Halloween. Le joueur incarne Alicia et Greg, deux jeunes enfants qui partent sauver leurs amis emprisonnés dans le monde des morts par le Croquemitaine sous forme d’âmes.

## Trame

### Contexte
La nuit de Halloween Greg, Alicia et leurs amis partent dans la forêt pour chercher des bonbons dans une maison, mais arrivé à cette dernière les deux jeunes enfants sont transformés en statue de pierre et les âmes de leurs amis sont capturées par le Croquemitaine. Les deux protagonistes décident alors de sauver les âmes de leurs amis et partent pour le monde des morts.
Arriver à l'entrée, ils apprennent que seul un vivant peut rentrer dans ce monde à la fois, les deux personnages doivent alors se relayer pour pourvoir avancer au travers des obstacles mortels qui barrent leurs route.

### Personnages

#### Héros
- Alicia : une petite rouquine qui pour Halloween s'est déguisée en sorcière, elle semble calme mais est très espiègle et fonceuse.

Elle possède une apparence qui la camoufle un moment des yeux des sorcières du monde des morts grâce à son déguisement et résiste au froid. Elle utilise son chapeau comme un boomerang et peut se cacher dessous pour se glisser sous des obstacles.
- Greg : il est têtu, contre l'autorité des adultes et très turbulent, son déguisement lui va bien vu qu'il est déguisé en diable.

Par son déguisement il passe inaperçu auprès des diables pendant quelques secondes et il ne craint pas les flammes. Il se sert de la lance qu'il a entre les mains pour taper tout ce qui bouge et comme perche pour du saut en longueur.
- Jack le lutin : il vit dans le monde des morts et donne un coup de main aux protagonistes en leur apprenant des sort ou des astuces sur le monde qui les entoure.

### Ennemis
- Croquemitaine : il est le bras droit du méchant principal du jeu, c'est le personnage qui a enlevé les âmes de vos amis, il fait bien entendu partie des boss du jeu.
- Le savant fou : le chef de toute cette agitation, c'est lui. Il semble faible et peu effrayant mais son génie n'a d'égal que sa dangerosité.

Les ennemis sont tous mortels dès le premier contact, que ce soit les ennemis communs comme les boss.
Ennemis communs
- Squelettes : ils sont les plus idiots du jeu à cause du circuit qui leur est imposé par les scripts mais restent gênants.
- Diablotins : un poil plus gênants que les squelettes, mais pas beaucoup plus intelligents, ils suivent aussi un chemin donné mais diminuent leur altitude pour venir vous toucher s'ils vous repèrent. Se déguiser en diable vous aide à ne pas vous faire attaquer de suite.
- Fantômes : quasi invisibles, ils font partie des ennemis les plus énervants du jeu, car le meilleur moyen de les repérer est de les entendre venir.
- Sorcières : elles attaquent à distance dès qu'elles vous voient, mais sont faciles à battre. Un déguisement de sorcière aide à ne pas faire remarquer de suite.
- Créatures : ces sortes de Frankenstein viennent vous attaquer dès qu'elles vous voient, elles sont aussi plus résistantes que les autres monstres communs, tapez plusieurs fois.

Boss
- Diable : il lance des boules de feu et est donc difficile d'approche pour un être qui ne résiste pas au feu.
- Vampire : un monstre qui a l'air calme mais qui se trouve dur à affaiblir.
- Mauvaises Fées : un groupe de fées qui créent un champ de protection mortel pour quiconque le touche. Les attaquer au bon moment est la technique la plus intelligente.
- Robot RN0 : monstrueux robot équipé de lance-missile, il est conseillé de fuir les attaques pour mieux revenir attaquer.
- Croquemitaine: le demi-Boss de fin, très coriace, il fuit quand le danger se rapproche, mais il n'est pas invulnérable.
- Le savant fou et sa machine infernale : sa machine de combat est une vraie arme, malgré son physique plutôt faible il est le boss le plus dur du jeu.

### Lieux
Dans ce jeu, on traverse tout au long des 24 niveaux trois monde différents et dangereux :
- Le cimetière : premier monde de ce jeu qui sert d'entrée dans le monde des morts. Comme son nom l'indique, il se trouve dans un cimetière habité par tout un tas de monstres.
- La maison hantée : deuxième monde du jeu, il reprend le concept de tout manoir hanté qui se respecte avec ses objets volants et dangereux, ses fantômes et autres armures qui bougent toutes seules.
- Le laboratoire du savant fou : dernière zone du jeu, c'est dans une grotte plus que dangereuse que se cache le grand méchant du jeu, faites attention aux jets divers, aux machines et à la lave.

## Accueil
- Jeux vidéo Magazine : 10/20 (PS2)[1]
- Jeuxvideo.com : 11/20 (PS2/GC)[2] - 14/20 (GBA)[3]